# 72 ق هـ
72 ق هـ هي السنة الثانية والسبعون السابقة للهجرة النبوية، وهي توافق ما بين سنتي 551 و552 حسب التقويم الميلادي، أي أنها بدأت في سنة 551م وانتهت في سنة 552م.